# Lungotevere

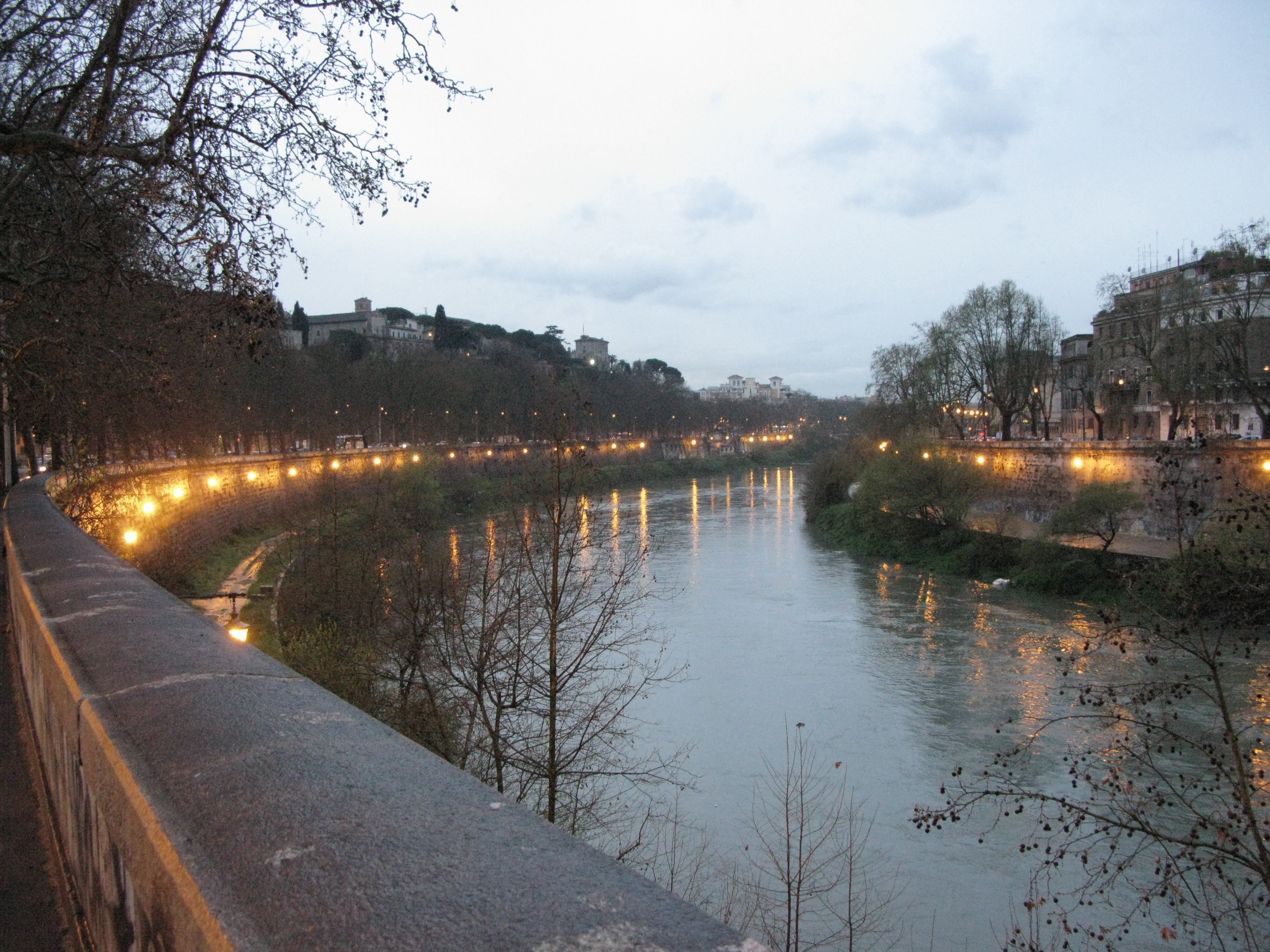
Lungotevere Aventino (izquierda) y Lungotevere Ripa (derecha).

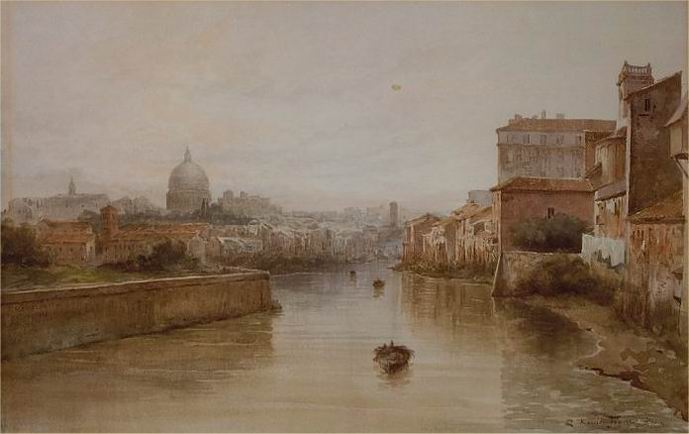
El Tíber desde el Ponte Sisto hacia el norte antes de la construcción de los lungoteveri en una acuarela de Ettore Roesler Franz.

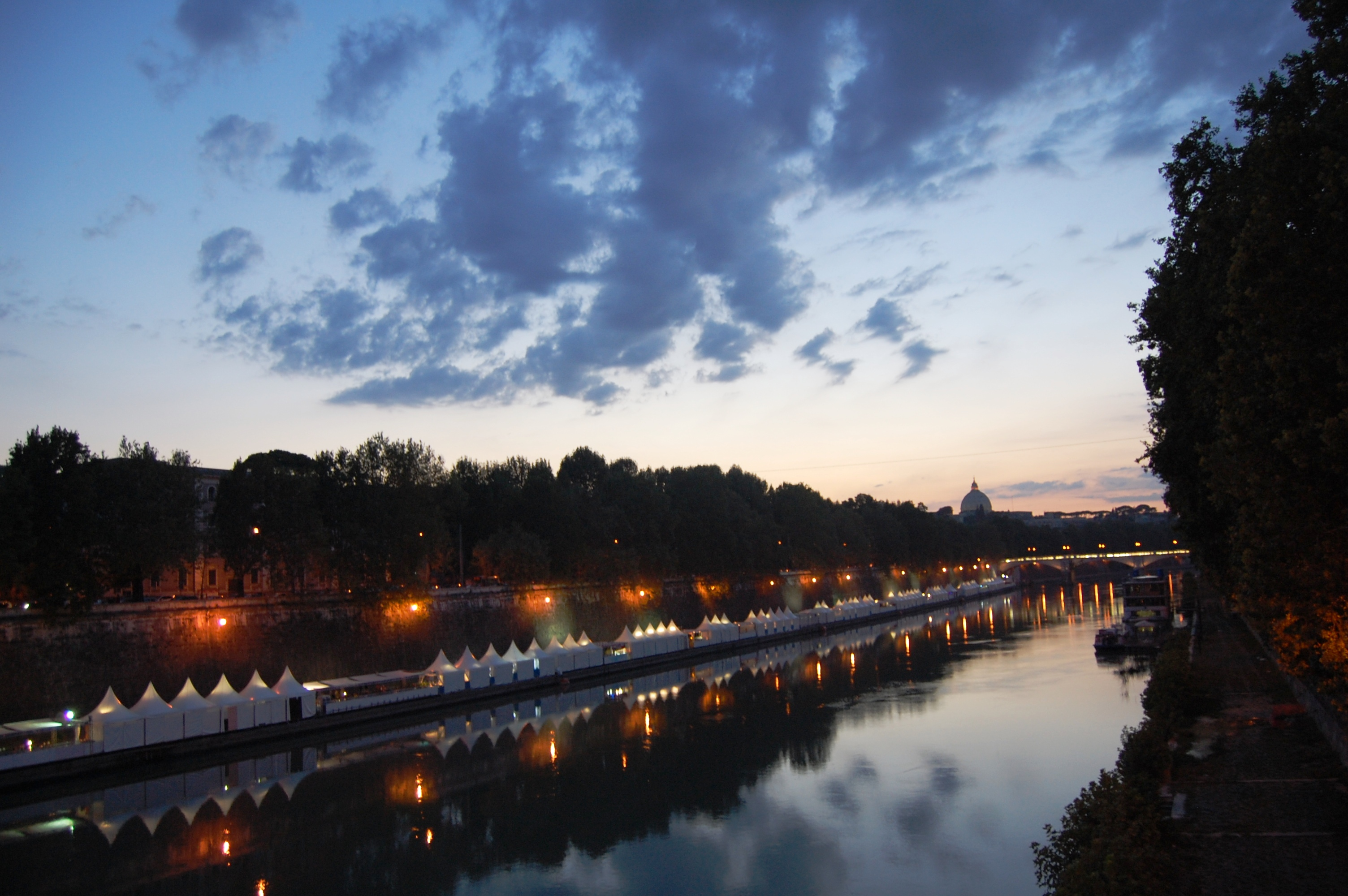
Un lungotevere iluminado.

Por lungotevere (en plural, lungoteveri, literalmente "a lo largo del Tíber") se designa una calle o bulevar construido a lo largo del río Tíber en la ciudad de Roma tras la demolición de los edificios preexistentes en la orilla del río, cuyas inundaciones se contuvieron con la construcción de murallones de contención, llamados muraglioni en italiano.

## Historia
Los lungoteveri se construyeron principalmente para eliminar y contener las inundaciones del Tíber, causadas por sus frecuentes crecidas. El 6 de junio de 1875 se aprobó la ley que dio inicio a las obras de demolición de los edificios existentes en la orilla con la correspondiente construcción de calles a lo largo del río, la construcción de muros de contención (muraglioni) y la regularización de la anchura del cauce a cien metros.
Se demolieron muchos edificios y estructuras de importancia histórica y artística para su construcción: entre ellos, el Palazzo Altoviti,el Teatro Apollo en Tor di Nona, la iglesia de Sant'Anna dei Bresciani, el Puerto de Ripetta, el Pons Cestius (de época romana, derribado y reconstruido con arcos laterales más anchos), el ya dañado Ponte Rotto (también de época romana, del que solo se conserva un arco) y algunas puertas pequeñas de las murallas aurelianas, que bordeaban la orilla izquierda. También se amplió el Ponte Sant'Angelo, añadiéndole dos arcos más. Junto con estas estructuras, la construcción de los lungoteveri provocó la pérdida de uno de los entornos más pintorescos de la ciudad.
Las obras empezaron en 1876 y terminaron en 1926; en esta ocasión, se construyeron varios puentes que unieron las dos orillas del río. Los lungoteveri, inspirados en el modelo de París, fueron proyectados por el ingeniero Raffaele Canevari, quien consiguió rescatar la Isla Tiberina añadiendo rápidos artificiales a la rama derecha del Tíber bajo el Pons Caestius.

## Lista de loslungoteveri

### Orilla derecha
En orden geográfico, río abajo:
| Nombre                                                      | desde                                        | hasta                                          | rione                              | mun.        | orden |
| Lungotevere Maresciallo Diaz                                | piazzale di ponte Milvio                     | piazza Lauro de Bosis (ponte Duca d'Aosta)     | Q XV Della Vittoria                | M 20        | 1     |
| Lungotevere Maresciallo Cadorna                             | piazza Lauro de Bosis                        | piazzale Maresciallo Giardino                  | Q XV Della Vittoria e R XXII Prati | M 20 y M 17 | 2     |
| Lungotevere Della Vittoria                                  | piazzale Maresciallo Giardino                | piazza del Fante                               | Q XV Della Vittoria                | M 17        | 3     |
| Lungotevere Guglielmo Oberdan                               | piazza del Fante                             | piazza Monte Grappa (Ponte Risorgimento)       | Q XV Della Vittoria                | M 17        | 4     |
| Lungotevere delle Armi                                      | piazza Monte Grappa                          | piazza Cinque Giornate (Ponte Matteotti)       | Q XV Della Vittoria                | M 17        | 5     |
| Lungotevere Michelangelo                                    | piazza Cinque Giornate                       | piazza della Libertà (Ponte Regina Margherita) | R XXII Prati                       | M 17        | 6     |
| Lungotevere dei Mellini                                     | piazza della Libertà                         | via Vittoria Colonna (Ponte Cavour)            | R XXII Prati                       | M 17        | 7     |
| Lungotevere Prati                                           | via Vittoria Colonna                         | via Ulpiano                                    | R XXII Prati                       | M 17        | 8     |
| Lungotevere Castello                                        | piazza dei Tribunali (Ponte Umberto)         | Ponte Sant'Angelo                              | R XXII Prati e R XVII Borgo        | M 17        | 9     |
| Lungotevere Vaticano                                        | Ponte Sant'Angelo                            | Ponte Vittorio Emanuele II                     | R XVII Borgo                       | M 17        | 10    |
| Lungotevere in Sassia                                       | via San Pio X (ponte Vittorio Emanuele II)   | piazza Della Rovere (Ponte Principe Amedeo)    | R XVII Borgo                       | M 17        | 11    |
| Lungotevere Gianicolense                                    | piazza Della Rovere (Ponte Principe Amedeo)  | Ponte Mazzini                                  | R XIII Trastevere                  | M 1         | 12    |
| Lungotevere della Farnesina                                 | Ponte Mazzini                                | piazza Trilussa (ponte Sisto)                  | R XIII Trastevere                  | M 1         | 13    |
| Lungotevere Raffaello Sanzio                                | piazza Trilussa (ponte Sisto)                | piazza G.G. Belli (ponte Garibaldi)            | R XIII Trastevere                  | M 1         | 14    |
| Lungotevere degli Anguillara                                | piazza G.G. Belli (ponte Garibaldi)          | Ponte Cestio                                   | R XIII Trastevere                  | M 1         | 15    |
| Lungotevere degli Alberteschi                               | Ponte Cestio                                 | piazza Castellani (Ponte Palatino)             | R XIII Trastevere                  | M 1         | 16    |
| Lungotevere Ripa                                            | ponte Palatino                               | via del Porto                                  | R XIII Trastevere                  | M 1         | 17    |
| Lungotevere Portuense                                       | Ponte Sublicio                               | Ponte Testaccio                                | Q XI Portuense                     | M 16        | 18    |
| Lungotevere degli Artigiani                                 | Ponte Testaccio                              | via Antonio Pacinotti (Ponte dell'Industria)   | Q XI Portuense                     | M 16 y M15  | 19    |
| Lungotevere dei Papareschi poi Lungotevere Vittorio Gassman | via Antonio Pacinotti (Ponte dell'Industria) | via Pietro Blaserna                            | Q XI Portuense                     | M15         | 20    |
| Lungotevere di Pietra Papa                                  | via Pietro Blaserna                          | piazza Augusto Righi (Ponte Marconi)           | Q XI Portuense                     | M15         | 21    |
| Lungotevere degli Inventori                                 | piazza Augusto Righi (Ponte Marconi)         | piazza Antonio Meucci                          | Q XI Portuense                     | M15         | 22    |
| Lungotevere della Magliana                                  | via della Magliana                           | viadotto della Magliana                        | Q XI Portuense                     | M15         | 23    |

### Orilla izquierda
| Nombre                                       | desde                                              | hasta                                              | rione                            | mun.      | orden |
| Lungotevere dell'Acqua Acetosa               | via foce dell'Aniene                               | ponte Flaminio                                     | Q II Parioli                     | M 2       | 1     |
| Lungotevere Salvo D'Acquisto                 | ponte Flaminio                                     | piazzale Cardinal Consalvi (ponte Milvio)          | Q II Parioli                     | M 2       | 2     |
| Lungotevere Grande Ammiraglio Thaon di Revel | via Flaminia (ponte Milvio)                        | ponte Duca d'Aosta                                 | Q I Flaminio                     | M 2       | 3     |
| Lungotevere Flaminio                         | ponte Duca d'Aosta                                 | piazzale delle Belle Arti (ponte Risorgimento)     | Q I Flaminio                     | M 2       | 4     |
| Lungotevere delle Navi                       | piazzale delle Belle Arti (ponte Risorgimento)     | ponte Matteotti                                    | Q I Flaminio                     | M 2       | 5     |
| Lungotevere Arnaldo da Brescia               | ponte Matteotti                                    | ponte Regina Margherita                            | Q I Flaminio e R IV Campo Marzio | M 2 e M 1 | 6     |
| Lungotevere in Augusta                       | ponte Regina Margherita                            | piazza del Porto di Ripetta (ponte Cavour)         | R IV Campo Marzio                | M 1       | 7     |
| Lungotevere Marzio                           | piazza del Porto di Ripetta (ponte Cavour)         | piazza di ponte Umberto I                          | R IV Campo Marzio y R V Ponte    | M 1       | 8     |
| Lungotevere Tor di Nona                      | piazza di ponte Umberto I                          | piazza di ponte Sant'Angelo                        | R V Ponte                        | M 1       | 9     |
| Lungotevere degli Altoviti                   | ponte Sant'Angelo                                  | piazza Pasquale Paoli (ponte Vittorio Emanuele II) | R V Ponte                        | M 1       | 10    |
| Lungotevere dei Fiorentini                   | piazza Pasquale Paoli (ponte Vittorio Emanuele II) | via Acciaioli (ponte Principe Amedeo)              | R V Ponte                        | M 1       | 11    |
| Lungotevere dei Sangallo                     | via Acciaioli (ponte Principe Amedeo)              | ponte Mazzini                                      | R V Ponte y R VII Regola         | M 1       | 12    |
| Lungotevere dei Tebaldi                      | largo Lorenzo Perosi (ponte Mazzini)               | piazza san Vincenzo Pallotti (ponte Sisto)         | R VII Regola                     | M 1       | 13    |
| Lungotevere dei Vallati                      | piazza san Vincenzo Pallotti (ponte Sisto)         | via Arenula (ponte Garibaldi)                      | R VII Regola                     | M 1       | 14    |
| Lungotevere De' Cenci                        | ponte Garibaldi                                    | ponte Fabricio                                     | R VII Regola e R XI Sant'Angelo  | M 1       | 15    |
| Lungotevere dei Pierleoni                    | piazza di monte Savello (ponte Fabricio)           | ponte Palatino                                     | R XII Ripa                       | M 1       | 16    |
| Lungotevere Aventino                         | ponte Palatino                                     | piazza dell'Emporio (ponte Sublicio)               | R XII Ripa                       | M 1       | 17    |
| Lungotevere Testaccio                        | piazza dell'Emporio (ponte Sublicio)               | largo Giovanni Battista Marzi (ponte Testaccio)    | R XX Testaccio                   | M 1       | 18    |
| Lungotevere di San Paolo                     | via Ostiense                                       | piazzale Tommaso Edison (ponte Marconi)            | Q X Ostiense                     | M 11      | 19    |
| Lungotevere Dante                            | piazzale Tommaso Edison (ponte Marconi)            | viale Guglielmo Marconi                            | Q X Ostiense                     | M 11      | 20    |

También existía un Lungotevere Milvio, instituido por primera vez en una resolución del 20 de julio de 1887 y suprimido el 12 de junio de 1939; instituido de nuevo con la resolución del ayuntamiento del 21 de noviembre de 1950 y suprimido definitivamente el 1 de febrero de 1963.
El tramo entre el Lungotevere Ripa y el Lungotevere Portuense está constituido por el Porto di Ripa Grande, en el rione Trastevere; el tramo entre el Lungotevere Testaccio y el Lungotevere San Paolo está constituido por la Riva Ostiense, en el barrio Ostiense; en el barrio Portuense, un tramo del Lungotevere della Magliana está bordeado por la Riva Pian Due Torri.

## Estate Romana: Lungo il Tevere
En 2005 se creó uno de los acontecimientos más populares de Estate Romana ("Verano Romano"): Lungo il Tevere Roma, una serie de eventos distribuidos por los muelles de los lungoteveri entre el Ponte Palatino y el Ponte Sisto.
Varios eventos animan la estación estival también en los Lungotevere Vaticano y Castello y en el Ponte Milvio.